# Oxynoe
Genre
Oxynoe est un genre de mollusques marins hétérobranches de la famille des Oxynoidae.

## Liste des espèces
Selon World Register of Marine Species (12 février 2024) :
- Oxynoe aliciae Krug, Berriman & Á. Valdés, 2018
- Oxynoe antillarum Mörch, 1863
- Oxynoe azuropunctata K. R. Jensen, 1980
- Oxynoe benchijigua Ortea, Moro & Espinosa, 1999
- Oxynoe ilani Krug, Berriman & Á. Valdés, 2018
- Oxynoe jacksoni Krug, Berriman & Á. Valdés, 2018
- Oxynoe jordani Krug, Berriman & Á. Valdés, 2018
- Oxynoe kabirensis Hamatani, 1980
- Oxynoe kylei Krug, Berriman & Á. Valdés, 2018
- Oxynoe natalensis E. A. Smith, 1903
- Oxynoe neridae Krug, Berriman & Á. Valdés, 2018
- Oxynoe olivacea Rafinesque, 1814
- Oxynoe pakiki Ortea & Moro, 2020
- Oxynoe struthioe Krug, Berriman & Á. Valdés, 2018
- Oxynoe viridis (Pease, 1861)

## Galerie

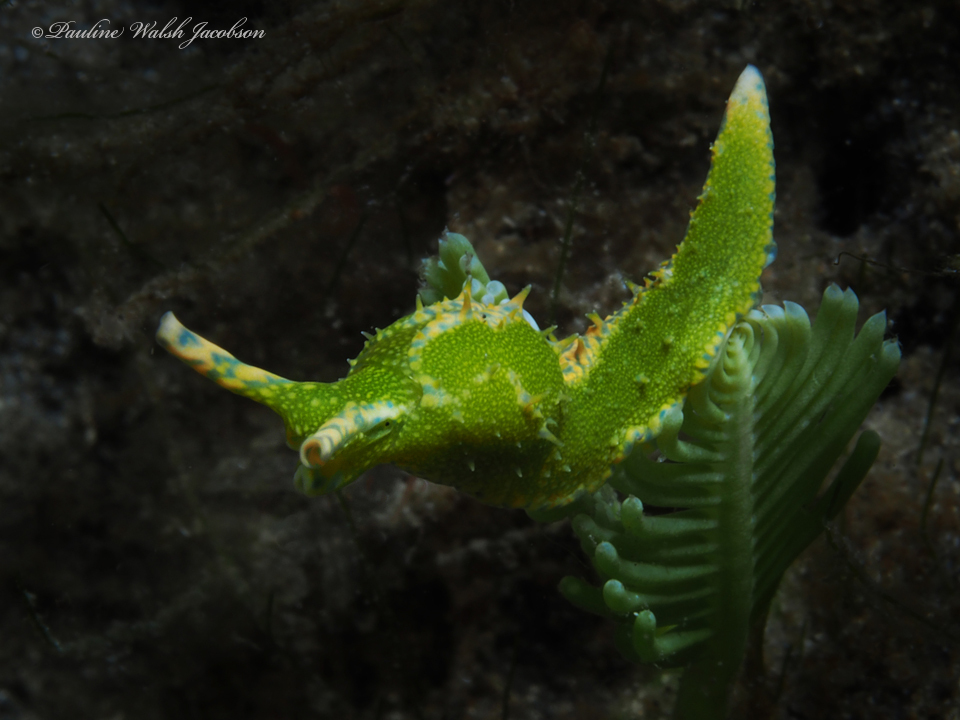
Oxynoe antillarum
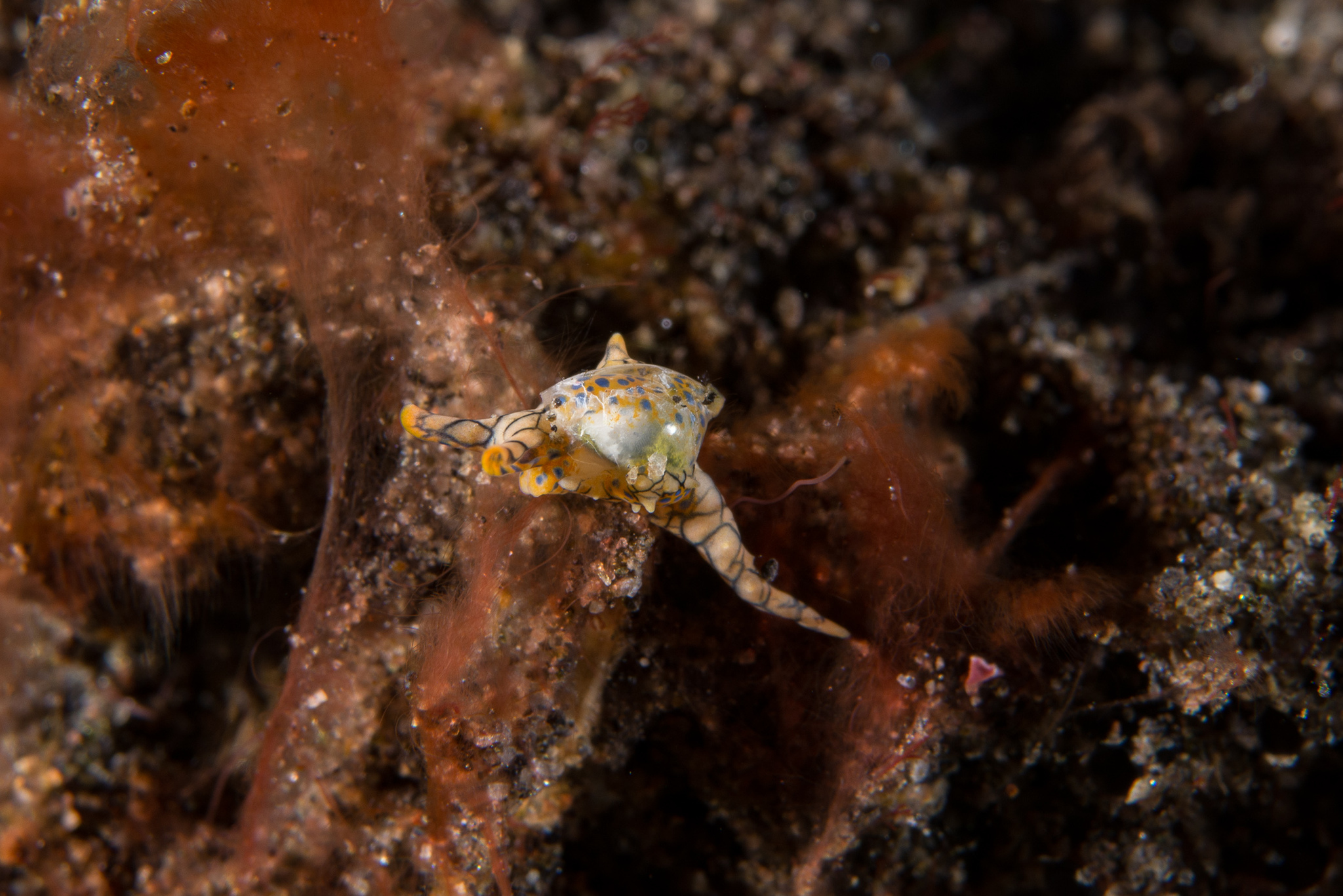
Oxynoe kylei
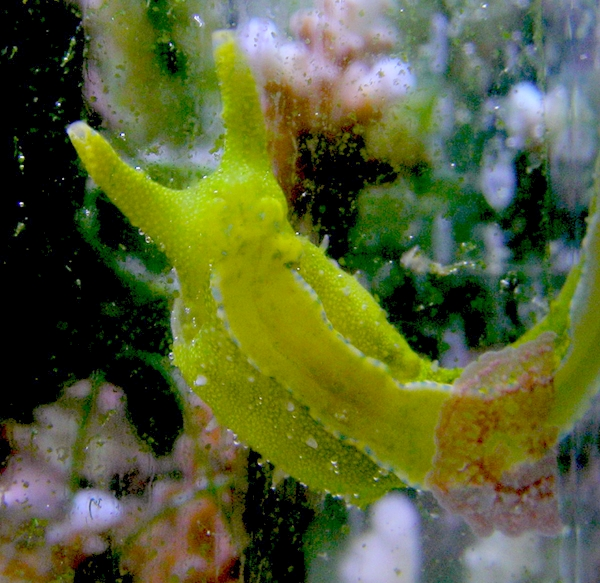
Oxynoe olivacea
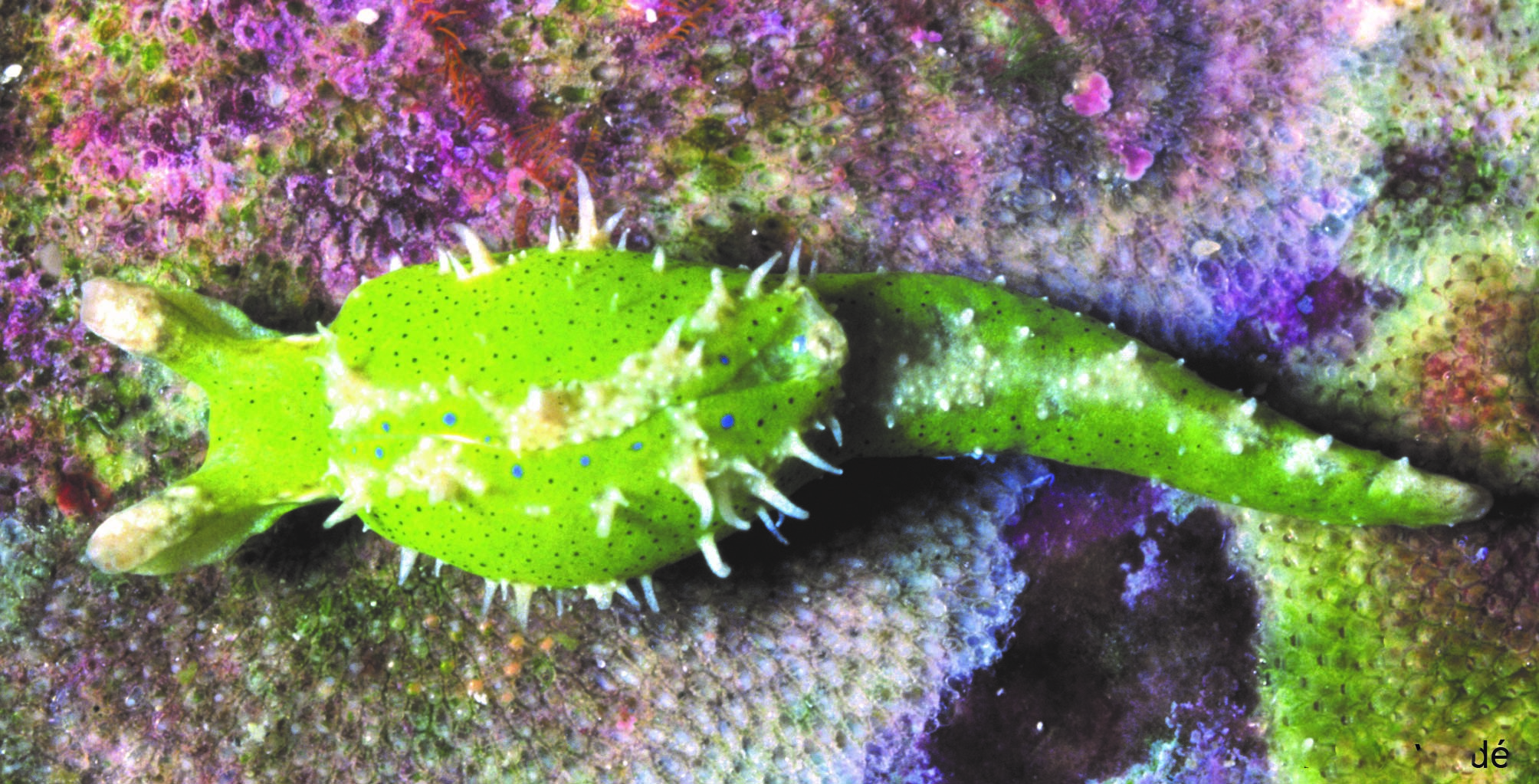
Oxynoe panamensis
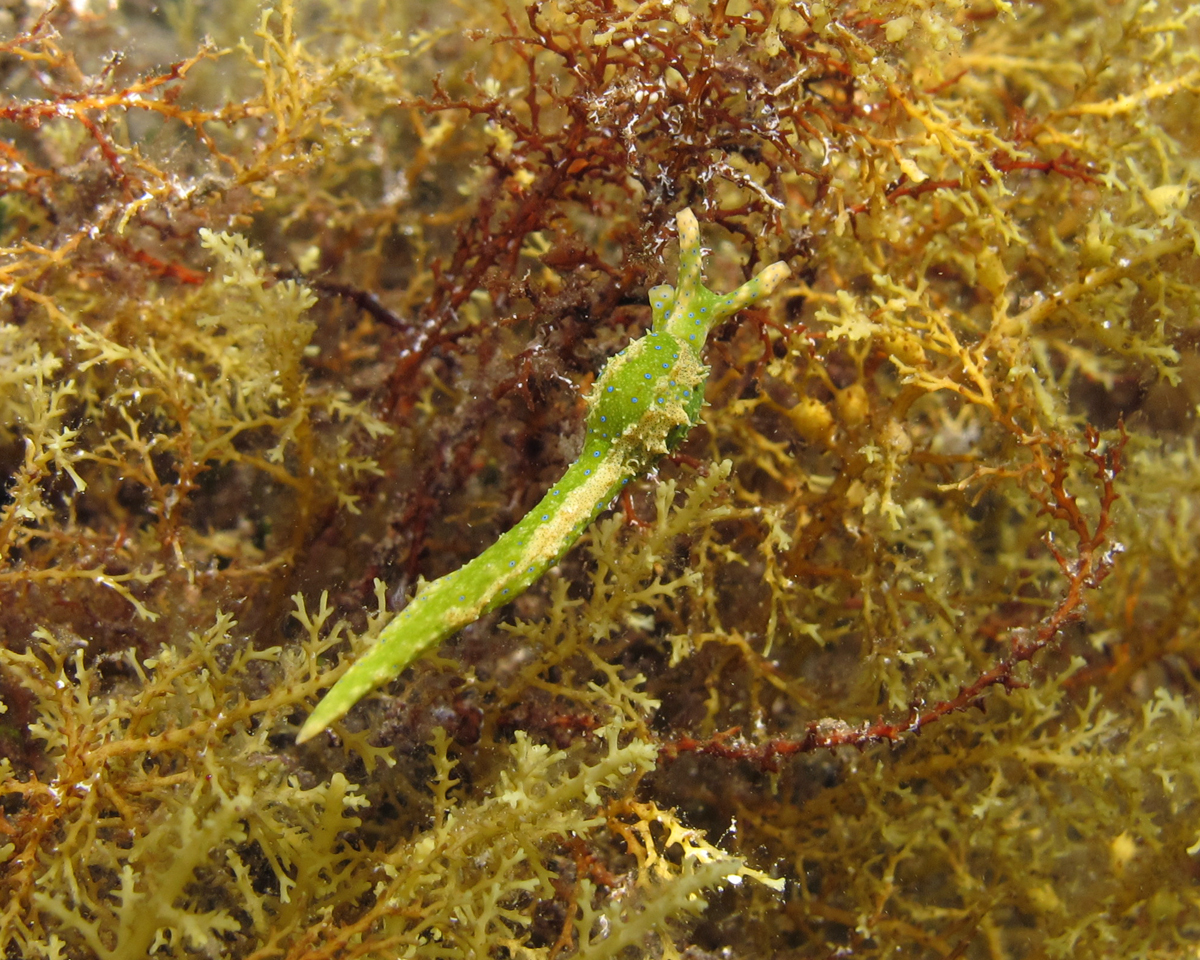
Oxynoe viridis

## Systématique
Le nom valide complet (avec auteur) de ce taxon est Oxynoe Rafinesque, 1814.
Oxynoe a pour synonymes :
- Icarus Forbes, 1844
- Lobiger (Lophopleura) Thiele, 1912
- Lophocercus Krohn, 1847
- Lophopleurella Zilch, 1956
- Oxinoe [sic]

## Publication originale
- (it) C.S. Rafinesque, « Definizioni di 36 nuovi generi di animali marini della Sicilia », dans C.S. Rafinesque, Specchio delle Scienze o Giornale Enciclopedico di Sicilia : Deposito letterario delle moderne cognizioni, scoperte ed osservazioni sopra le Scienze ed Arti, vol. 2, Palerme, Dalla Tipografia di Francesco Abate Qm. Domenico, 1814 (lire en ligne), p. 162.